# Desertoplusia paghmana
Desertoplusia paghmana là một loài bướm đêm trong họ Noctuidae.